# Traoré
A Traoré vagy Traore manding azon belül bambara eredetű családnév a francia helyesírás szabályai szerint leírva.[forrás?] Főleg Mali, Szenegál, és Guinea területén elterjedt családnév.

## Híres Traoré nevű személyek
- Abdou Razack Traoré (1988–) elefántcsontparti labdarúgó
- Adama Traoré (1995–) francia-szenegáli labdarúgó
- Alain Traoré (1988–) Burkina Faso-i labdarúgó
- Armand Traoré (1989–) francia labdarúgó
- Bakaye Traoré (1985–) Mali-i labdarúgó
- Ben Traoré (1986–) Mali-i labdarúgó
- Djimi Traoré (1980–) Mali-i labdarúgó
- Ismaël Traoré (1986–) francia labdarúgó
- Ibrahim Traoré (1988–) katonatiszt és politikus, Burkina Faso ideiglenes elnöke
- Ibrahima Traoré (1988–) guineai labdarúgó
- Kandia Traoré (1980–) elefántcsontparti labdarúgó
- Lacina Traoré (1990–) elefántcsontparti labdarúgó
- Rokia Traoré (1974–) Mali-i énekes és dalszerző